# Raúl Kraiselburd
Raúl Eduardo Kraiselburd es un periodista argentino nacido el 12 de mayo de 1944 en La Plata. Desde 1974 se desempeña como director del diario El Día de dicha ciudad. Fue presidente de la Sociedad Interamericana de Prensa (SIP) entre 1994 y 1995 y es el único argentino que presidió la comisión de Libertad de Prensa y el Comité Ejecutivo de esa entidad, donde fue designado cinco veces en ambos cargos. Actualmente integra el Consejo Consultivo y ostenta el cargo de Vicepresidente en la Comisión Legales; fue vicepresidente de la Asociación de Entidades Periodísticas Argentinas (ADEPA) y Presidente del Consejo Latinoamericano de Acreditación de la Enseñanza del Periodismo (CLAEP); preside la Fundación Florencio Pérez destinada a colaborar en la lucha contra las adicciones. Dueño de El Día, Noticias Argentinas, participando en otras empresas periodísticas como en Diario Popular. [cita requerida]
Activista estudiantil en agrupaciones definidas como reformistas en la Universidad Nacional de La Plata representó al Centro de Estudiantes de Derecho en la Asamblea Universitaria integrada por estudiantes, profesores y graduados.
Comenzó a trabajar en el diario regional platense El Día en 1962 y asumió la dirección de ese periódico en 1974 después del secuestro y asesinato de su padre por miembros de Montoneros. 
¿Quiénes mataron a Kraiselburd? Se dice que Montoneros, pero otras fuentes aseguran que fue el ERP y no faltan los que responsabilizan a las Fuerzas Armadas Peronistas-17 de octubre (FAP-17). La confusión es sólo aparente. Los asesinos fueron militantes de la FAP, una banda armada peronista que integró Montoneros, pero que al momento del secuestro se habían escindido de la banda de Firmenich. Precisamente, el operativo contra Kraiselburd se realizó para demostrarle a sus anteriores jefes su capacidad militar. La FAP después de esta hazaña ofreció sus servicios al ERP, servicios que por supuesto fueron aceptados. 

En 1976 fue secuestrado y luego asesinado por delincuentes comunes su hijo David Kraiselburd y sus restos nunca fueron encontrados. En ese mismo período su suegro Baldomero Valera y su cuñada Patricia Valera fueron desaparecidos, víctimas del Terrorismo de Estado y su familia jamás recuperaron sus cadáveres. 
Raúl Kraiselburd participó de la fundación de la agencia Noticias Argentinas de la que su padre fue el primer presidente cuando parecía que los diarios sólo podrían recurrir a la agencia estatal Télam. También contribuyó a la creación de Diario Popular del que se desligó en el año 2009.
Se desempeñó como vicepresidente de la Asociación de Entidades Periodísticas de Argentina (ADEPA) y es miembro del Consejo Latinoamericano de Acreditación de la Enseñanza del Periodismo (CLAEP) del que participó en su fundación y se desempeñó como presidente desde 2000 hasta 2009. 
En 1990, junto con un grupo platense, creó La Fundación Florencio Pérez destinada a dotar a la ciudad de La Plata de Centros e Institutos de primer orden en todo lo referente a la formación física, intelectual y moral de los jóvenes y colaborar en forma activa en la lucha contra la drogodependencia. Preside la fundación desde entonces.
Entre otras distinciones, la Fundación Konex le entregó en 1997 el Diploma al Mérito en Dirección Periodística; recibió en 2003 el premio María Moors Cabot que entrega la facultad de Comunicación de la Universidad de Columbia (EE. UU.) [cita requerida] y la Liga de Madres de Familia le otorgó el premio Santa Clara de Asís en 2010.